# Distrito de Choropampa
El Distrito de Choropampa , ubicada en el Departamento de Cajamarca, bajo la administración del Gobierno regional de Cajamarca, en el norte del Perú. Limita por el norte con el Distrito de Chimban; por el este con los distritos de Camporredondo y Ocalli de la provincia de Luya; por el sur con los distritos de  Cortegana (Celendín) y Chadín; y por el oeste con el  Distrito de Tacabamba.

## Historia
El distrito fue creado mediante Ley N° 25366 del 12 de diciembre de 1991, en el gobierno del Presidente Alberto Fujimori. 

## Capital
Tiene como capital al pueblo de Choropampa.. Se encuentra aproximadamente a 2 230 m s. n. m.

## Autoridades

### Municipales
- 2011-2014
  - Alcalde: Víctor Abel Uriarte Lobato, del Movimiento Regional Fuerza Social Cajamarca (FSC).
  - Regidores:  Segundo Manuel Cieza Vigil (FSC), José Guerrero Silva (FSC), Teodomiro Requejo Caruajulca (FSC), Luz Marisa Gálvez Villena (FS), Hilmer Herrera Bravo (Alianza para el Progreso).[1]
- 2007-2010
  - Alcalde: Artemio Uriarte Vásquez.

alcalde2015:Edison Rafael Cieza REGIDORES

## Producción
Se caracteriza por su producción agrícola de frutas y café.La producción en este distrito es una suma exquisita, debido a que Choropampa cuenta con climas calientes y fríos es decir si nos ubicamos por el marañon nuestra producción es más frutales como el café, papaya , arroz, yuca.uva si subimos hacia el medio de la ciudad de se encuentra cualquier abundancia de todos los productos como maíz, para, cebada, trigo, etc. Pero si se sigue subiendo pocos metro más a la parte superior Choropampa se representa por su zona de bosques y frío pues ahí se siembra olluco, mashua, papa, etc, es decir aquí en la parte de arriba ya no crece el café pero es muy hermoso y muy variado su clima.

## Información turística
ATRACTIVOS TURÍSTICOS:
Gruta La Chichera: Se encuentra a media hora del caserío de Lamparero y al noroeste de la capital distrital. Sus antros se hallan en un picacho donde se levanta un llano de bosques, con dos orificios de entrada; en el interior se encuentra una pequeña planicie a modo de plazuela en cuyas aberturas hay una salida hacia donde existen tumbas y sarcófagos de nuestros antepasados.
Ciudadela de Campanorco: en el caserío de Mangalpa, importante complejo arqueológico al noreste y a hora y media caminando.
Cañón “El Tapón”: en el Centro Poblado Palco La Capilla, a dos horas al noreste de la ciudad capital del distrito. Formación geológica consistente en dos cerros de gran altura cuyas cimas se unen y fluye entre ambos la quebrada Chalín.
Las cataratas “Manrghate”: De aguas termales en el C.P. Palco La Capilla, a hora y media y al este de la ciudad de Choropampa.
Pinturas rupestres Pintarrume: A diez minutos del Río Marañón y hacia el Norte de Choropampa.
“La Silla de piedra del Mirador: A hora y media y al sur de la ciudad capital de distrito, desde donde el gran Cápac Ricús (Caparico) acechaba a sus víctimas Los Blancos españoles que habían invadido sus dominios.
El cerro “El Yunque”: Al Este y a dos horas y media de la ciudad de Choropampa, desde donde se divisa la gran serpiente que fue convertida en cerro antes que cruzara el Marañón. Ahora se conoce como el cerro “La Culebra o Serpiente de Oro”.
El Río Marañón y sus pródigas playas rivereñas llenas de árboles frutales, a cuatro horas al Norte de la capital de distrito enlaces YouTube